# Arquitetura funcional

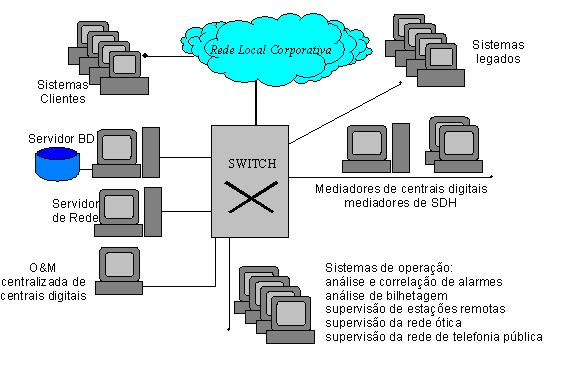
Esquema simplificado (topologia) da TMN - rede de gerência de telecomunicações

Arquitetura Funcional do modelo TMN  trata das funcionalidades das partes da TMN ou rede de gerência de telecomunicações. Fornece os meios para transporte e processamento de informações de gerenciamento da rede de telecomunicações. Essa arquitetura baseia-se em blocos funcionais e descreve a implementação de uma rede de gerência de telecomunicações. A definição dos blocos e dos pontos de referência entre eles leva à especificação das interfaces  padrões da TMN.
A Arquitetura Funcional identifica os blocos funcionais básicos que permitem a TMN executar funções de gerência na rede de telecomunicações, estes blocos refletem-se diretamente na arquitetura física da TMN que pode incluir pacotes de software de gerenciamento disponíveis da indústria de informática para implementação destes blocos. 

## Blocos Funcionais
Os blocos funcionais  podem ser implementados como sistemas à parte e conectados à TMN por meio de uma rede de comunicação de dados, essa comunicação se dá por meio da Função de Comunicação de Dados (DCF) que implementa as camadas 1 a 3 do modelo OSI (Open Systems Interconnection), podendo suportar vários tipos de sub-rede e topologias.
Os blocos funcionais da TMN e as suas funções associadas são: 
- Bloco Funcional de Sistema de Operação (OSF): Processa informações relacionadas ao gerenciamento de telecomunicações com o objetivo de monitorar, coordenar e controlar as funções de telecomunicações.
- Bloco Funcional de Elemento de Rede (NEF): Comunica-se com a TMN para ser monitorado e/ou controlado, provendo as funções de telecomunicações e de suporte que são requeridas pela rede de telecomunicações.
- Bloco Funcional de Estação de Trabalho (WSF): Responsável pela interpretação das informações TMN para os usuários, incluindo a interface homem-máquina.
- Bloco Funcional Adaptador-Q (QAF): Tem como função a conexão de entidades não TMN à rede TMN.
- Bloco Funcional de Mediação (MF):É responsável pela compatibilização da informação trocada pelos blocos funcionais OSF e NEF ou OSF e QAF.

## Pontos de Referência
Na arquitetura TMN são definidas três classes de pontos de referência :
- Q: para ligação entre os blocos OSF, QAF, MF, e NEF.
- F: para a ligação de estações de trabalho (WSF) à TMN.
- X: para a ligação entre os blocos OSF de TMN distintas.

Outras duas classes são definidos para ligações fora da arquitetura TMN:
- G: para a ligação de estações de trabalho (WSF) e usuários.
- M: para a ligação dos blocos QAF e equipamentos gerenciados que não possuem interface TMN.